# Англо-арабская лошадь
А́нгло-ара́бская ло́шадь — полукровная порода верховых лошадей, выведенная в Франции на рубеже XIX веков. Получилась в результате скрещивания арабской и английской (чистокровной верховой) пород. Возник в Англии, России и Франции в конце XVIII века. Определённых норм той и другой крови при этом не преследуется, а потому она применяется в разнообразных пропорциях. Англо-арабская лошадь может возникнуть в первом скрещивании английской чистокровной и арабской лошади.
Англо-араба также можно получить путём скрещивания скрещивания чистокровной лошади и англо-араба или араба с англо-арабом, или же англо-араба с англо-арабом. Англо-арабская лошадь не представляет отдельного типа даже во Франции, где культ этих лошадей усиленно поддерживался и доведен до совершенства. В общем, англо-арабская лошадь выше ростом арабской и шире её, сложение же гармоничнее, чем у английской лошади, — это влияние грациозного араба. Как верховая военная лошадь, англо-араб обладает прекрасными качествами, перешедшими к нему от первоисточников с обеих сторон. В России разведение англо-арабов под влиянием различных причин падает, англо-араба у нас вытесняет просто полукровная лошадь, поддерживаемая, главным образом, чистой английской скаковой кровью.
Не играет роли, как именно смешаны две породы: скрещивать можно как чистокровную лошадь в англо-арабом, так и англо-араба с англо-арабом. Единственное актуальное на сегодняшний день требование – в особи должно быть не менее 25% арабской крови.
Англо-арабская лошадь получается сильнее арабской, отличается от неё по величине, так и в экстерьере. Выше всего получаются лошади от скрещивания арабского жеребца и чистокровной кобылы, а лучшие представители англо-арабской породы наследуют выносливость и настойчивость араба с резвостью и универсальностью английской верховой.

## Внешний вид
Высота в холке у представителей породы колеблется от 157 до 170 см.
Самые распространённые масти рыжая, гнедая или темно-гнедая с белыми отметинами.
Строение тела ввиду разных пропорций крови может разниться. Но выше всего ценятся особи, которые по экстерьеру ближе к чистокровной верховой лошади: интеллигентная голова с ровным профилем, выразительными глазами и бдительными ушами; длинная шея с более выраженной холкой, чем у араба; сильное плечо; короткое сильное туловище - сильнее, чем у чистокровной верховой - с глубокой грудью; довольно длинный круп; сильные ноги и копыта.

## История породы
Основным местом разведения англо-арабов стала Франция XIX века. Их англо-арабские лошади пошли от двух восточных жеребцов - Массуда (араба) и Аслама (который был якобы турецкого происхождения, по легенде был туркменской породы, ныне не существующей). Кобылы, с которыми скрестили жеребцов, принадлежали чистокровной верховой породе - Даир (Daer), Комус (Comus) и Селим (Selim).
Их три дочери, Дельфина (Delphine), Кловис (Clovis) и Даная (Danae), стали основательницами французского племени спортивных лошадей.
Англо-араб использовался французами как в спорте, так и в армии, а позже оказал сильное влияние на выведение французской верховой лошади.
Основная англо-арабская племенная ферма программы, Помпадурский национальный англо-арабский конный завод, находится в Арнак-Помпадур, коммуне департамента Коррез в центральной Франции, где проживает знаменитый Шато Помпадур. Кроме того, область служит штаб-квартирой Французского национального конного завода. Англо-арабская порода - обладатель одной из старейших французских племенных книг, а французский сель, ведущая спортивная лошадь страны, до сих пор несет на себе отпечаток значительного англо-арабского влияния.
В прошлом англо-араб использовался в военных целях. Тем не менее, в настоящее время его наиболее известным применением является верховая езда и спорт. Порода хорошо справляется с соревнованиями, благодаря своей выносливости, скорости и прыжковым способностям. В Соединенных Штатах англо-араб считается «частично разводимой» арабской лошадью и, следовательно, зарегистрирован в отдельном разделе Арабской конной ассоциации.